# Mączniki (powiat średzki)
Mączniki – wieś w Polsce położona w województwie wielkopolskim, w powiecie średzkim, w gminie Środa Wielkopolska.
Wieś duchowna, własność prepozyta kapituły katedralnej poznańskiej, pod koniec XVI wieku leżała w powiecie pyzdrskim województwa kaliskiego. W latach 1975–1998 miejscowość należała administracyjnie do województwa poznańskiego.

## Zabytki
- drewniany kościół parafialny pw. św. Wawrzyńca z 1700 r. (nr rej.: 2438/A z 22.12.1932)

## Inne obiekty
- cmentarz parafialny[5].
- dawne lotnisko – wybudowane w dwudziestoleciu międzywojennym, w czasie II wojny światowej wykorzystywane przez niemieckie lotnictwo[6][7].